# Železniška proga Trst–Opčine
Železniška proga Trst - Opčine d.m. je ena izmed železniških prog.